# Caótica Ana
Caótica Ana is een Spaanse dramafilm uit 2007 onder regie van Julio Médem, die het verhaal zelf schreef.

## Verhaal
Ana (Manuela Vellés) is een vrijdenkende schilderes die nooit naar school is geweest. In plaats daarvan woont ze met haar Duitse vader Klaus (Matthias Habich) in een ingerichte grot aan de kust van Ibiza. Hij heeft zijn dochter zelf alles geleerd wat ze weet. Wanneer de twee op een dag met hun schilderijen op een markt staan, trekt Ana's werk de aandacht van Justine (Charlotte Rampling). Deze vertelt haar dat ze in Madrid een huis bezit waarin ze een hele groep jonge kunstenaars bij elkaar laat wonen. Ze biedt Ana aan daar ook op haar kosten te komen wonen zodat ze een opleiding kan volgen en in contact komt met gelijkgezinden.
Ana raakt in het huis direct bevriend met Linda (Bebe) en wordt voor het eerst in haar leven verliefd, op Said (Nicolas Cazalé). Met hem heeft ze ook haar eerste seksuele ervaringen, maar op een dag is hij plotsklaps verdwenen. Ana stemt erin toe zich te laten hypnotiseren door Anglo (Asier Newman), die zo meer te weten wil komen over haar innerlijke zelf. Dit mondt uit in een reeks aan hypnosesessies waarin steeds meer vorige levens van Ana naar boven komen. Deze hebben allemaal met elkaar gemeen dat ze steeds op jonge leeftijd gewelddadig om het leven kwam door het toedoen van corrupte mannen.

## Rolverdeling
- Lluís Homar - Ismael
- Gerrit Graham - Míster Halcón
- Raúl Peña - Lucas
- Giacomo Gonnella - Guardaespaldas
- Leslie Charles - Jovoskaya